# 3. фебруар
3. фебруар је тридесет четврти дан у години у Грегоријанском календару. 331 дан (332 у преступним годинама) остаје у години после овог дана.

## Догађаји
- 1377 — Папски кондотјери су убили више од 2000 становника Чезене у Чезенском крвопролићу.
- 1509 — Португалска морнарица је поразила удружену флоту Османског царства, Млетачке републике, султана Гуџарата, мамелучког Египта, Заморина од Калкуте и Дубровачке републике у бици код Дија.
- 1591 — У немачком граду Торгау основана Немачка протестантска лига.
- 1781 — Британске снаге су заузеле низоземско острво Свети Еустахије након само два пуцња из топа.
- 1787 — Милиција предвођена генералом Бенџамином Линколном је разбила преостале учеснике Шејсове побуне у Питершаму, Масачусетс.
- 1807 — Амерички Конгрес је образовао Територију Илиноис.
- 1813 — Побуњеничка војска под командом Хосеа де Сан Мартина је победила шпанску војску у бици код Сан Лоренца.
- 1830 — На мировној конференцији у Лондону, Грчкој призната независност од Отоманског царства, у чијем је саставу била од 1453.
- 1867 — Принц Муцухито у 14. години постао јапански цар Мејџи.
- 1870 — Ратификован је Петнаести амандман на устав САД којим је загарантовано гласачко право без обзира на расу.
- 1881 — Потписан уговор о изградњи пруге Београд-Ниш, прве железничке пруге у Србији.
- 1913 — Ратификован је Шеснаести амандман на устав САД којим је федералној влади дато право уведе и прикупља порез на приход.
- 1917 — САД су у Првом светском рату прекинуле дипломатске односе с Немачком, после саопштења Берлина да ће почети неограничен подморнички рат.
- 1919 — У Паризу одржана прва седница Лиге народа, девет дана после оснивања те светске организације.
- 1941 — Немачка је силом поново поставила Пјера Лавала на дужност у окупираној Вишијевској Француској.
- 1943 — Британски авиони у Другом светском рату бомбардовали немачки град Хамбург.
- 1945 — Амерички авиони у Другом светском рату избацили 3.000 тона експлозива на Берлин, а америчке трупе на Филипинима преузеле Манилу од Јапанаца.
- 1958 — Потписан споразум о економској унији Белгије, Холандије и Луксембурга.
- 1959 — Амерички музичари Бади Холи, Ричи Валенс и Џ. П. Ричардсон су погинули у паду авиона код Клир Лејка, Ајова.
- 1969 — Палестински национални конгрес изабрао Јасера Арафата за шефа Палестинске ослободилачке организације.
- 1973 — У Јужном Вијетнаму на основу мировног споразума потписаног у Паризу ступио на снагу прекид ватре.
- 1977 — Снаге лојалне потпуковнику Менгисту Хајле Маријаму убиле шефа привремене војне владе Етиопије, генерала Тефери Бентија, и његове најближе сараднике.
- 1981 — Гро Харлем Брунтланд после оставке Одвара Нордлија изабрана за прву жену-премијера Норвешке.
- 1989 — Парагвајски председник Алфредо Стреснер је збачен у војном пучу који је предводио Андрес Родригез.
- 1994 — Председник САД Бил Клинтон укинуо трговински ембарго Вијетнаму, заведен по завршетку Вијетнамског рата 1975.
- 1995 — НАТО одржао прву војну вежбу на територији некадашње Источне Немачке.
- 1996 —
  - У земљотресу на југозападу Кине погинуло више од 300 људи.
  - На основу Дејтонског мировног споразума, 57.000 припадника међународних снага за одржавање мира стигло у Босну и Херцеговину. Успостављено 10 бригадних и три дивизијска главна штаба.
- 1998 — Амерички војни авион „ЕА-6Б“ летећи прениско ударио у кабл успињаче у зимском туристичком центру Кавалезе на северу Италије. У гондоли која је пала са 200 m погинуло свих 20 људи.
- 2000 — Приликом напада албанских екстремиста на аутобус УНХЦР-а на Косову убијена двојица Срба, а у сукобима руских припадника Кфора с Албанцима рањено више особа. У наредним данима талас насиља, у којем је страдало девет особа, захватио северни део Косова.
- 2002 — У снажном земљотресу који је погодио турску провинцију Афјон 43 особе погинуле, повређено њих 300, а више од 600 кућа оштећено.
- 2003 — Амерички рок-продуцент Фил Спектор, ухапшен због убиства.
- 2006 —
  - На суду Босне и Херцеговине почело прво суђење за геноцид у босанскохерцеговачком правосуђу. Једанаест је оптужених за злочине који су се десили у Сребреници и Кравицама.
  - Египатски путнички брод „Ал Салам 98" је током ноћи потонуо у Црвеном мору. На броду се налазило преко 1400 особа. До сада је око 100 преживјелих спашено.
- 2008 — У другом кругу председничких избора у Србији, Борис Тадић, кандидат Демократске странке, победио Томислава Николића, кандидата Српске радикалне странке.
- 2015 — У Међународном суду правде у Хагу одбачене тужба Хрватске против Србије, као и противтужба Србије за геноцид.

## Рођења
- 1807 — Џозеф Џонстон, амерички генерал и војсковођа. (прем. 1891)[1]
- 1809 — Феликс Менделсон, немачки композитор и диригент. (прем. 1847)[2]
- 1826 — Волтер Баџот, енглески писац, економиста и новинар. (прем. 1877)[3]
- 1859 — Хуго Јункерс, немачки инжењер и пројектант авиона. (прем. 1935)[4]
- 1874 — Гертруда Стајн, америчка књижевница. (прем. 1946)[5]
- 1887 — Мијат Мијатовић, српски адвокат и певач. (прем. 1937)
- 1893 — Гастон Жулија, француски математичар. (прем. 1978)[6]
- 1898 — Алвар Алто, фински архитекта. (прем. 1976)[7]
- 1909 — Симон Вејл, француска филозофкиња, хришћански мистик и политичка активисткиња. (прем. 1943)[8]
- 1924 — Војо Станић, црногорски сликар и вајар. (прем. 2024)
- 1933 — Полде Бибич, словеначки глумац. (прем. 2012)[9]
- 1936 — Светислав Вуковић, српски радијски и ТВ водитељ, новинар и текстописац. (прем. 2019)[10]
- 1939 — Мајкл Чимино, амерички редитељ, сценариста, продуцент и писац. (прем. 2016)[11]
- 1943 — Блајт Данер, америчка глумица.[12]
- 1946 — Стивен Макхати, канадски глумац.
- 1950 — Морган Ферчајлд, америчка глумица.
- 1950  —   Памела Франклин, британска глумица.[13]
- 1955 — Момир Рнић, српски рукометаш и рукометни тренер.[14]
- 1958 — Милутин Достанић, српски математичар.[15]
- 1960 — Јоахим Лев, немачки фудбалер и фудбалски тренер.[16]
- 1964 — Михаел Румениге, немачки фудбалер.[17]
- 1968 — Владе Дивац, српски кошаркаш.[18]
- 1970 — Ворвик Дејвис, енглески глумац, сценариста, продуцент, редитељ, комичар и писац.[19]
- 1975 — Маркус Шулц, немачко-амерички ди-џеј и музички продуцент.[20]
- 1976 — Ајла Фишер, аустралијска глумица и списатељица.[21]
- 1976 — Тијана Дапчевић, македонско-српска музичарка.[22]
- 1977 — Деди Јанки, порторикански музичар, музички продуцент и глумац.[23][24]
- 1978 — Жуан Капдевила, шпански фудбалер.[25]
- 1978 — Метју Нилсен, аустралијски кошаркаш.[26]
- 1984 — Сад ел Харти, фудбалер Саудијске Арабије.[27]
- 1985 — Џастин Долман, амерички кошаркаш.[28]
- 1985 — Андреј Костицин, белоруски хокејаш на леду.[29]
- 1988 — Грегори ван дер Вил, холандски фудбалер.[30]
- 1988 — Абиола Дауда, нигеријски фудбалер.[31]
- 1989 — Габор Каса, српски бициклиста.[32]
- 1989 — Слободан Рајковић, српски фудбалер.[33]
- 1998 — Марко Илић, српски фудбалски голман.

## Смрти
- 994 — Вилијам IV Аквитански, аквитански војвода. (рођ. 937)[34]
- 1014 — Свен I Рашљобради, дански краљ. (рођ. 960)[35]
- 1116 — Коломан, угарски и далматинско-хрватски краљ. (рођ. отприлике 1070)[36]
- 1161 — Инге I Грбави, норвешки краљ. (рођ. 1131)
- 1399 — Џон од Гента, белгијско-енглески политичар. (рођ. 1340)[37]
- 1451 — Мурат II, османски султан. (рођ. 1404)[38]
- 1468 — Јохан Гутенберг, немачки проналазач. (рођ. 1398)[39]
- 1862 — Жан Батист Био, француски физичар, астроном и математичар. (рођ. 1774)[40]
- 1915 — Вељко Чубриловић, српски учитељ. (рођ. 1886)[41]
- 1924 — Вудро Вилсон, амерички државник. (рођ. 1856)[42]
- 1925 — Оливер Хевисајд, енглески електротехничар, математичар и физичар. (рођ. 1850)[43]
- 1935 — Хуго Јункерс, немачки инжењер и пројектант авиона. (рођ. 1859)[4]
- 1955 — Василиј Блохин, совјетски генерал-мајор. (рођ. 1895)[44]
- 1959 — Бади Холи, амерички музичар. (рођ. 1936)[45]
- 1959 — Ричи Валенс, амерички музичар. (рођ. 1941)[46]
- 1959 — Џ. П. Ричардсон, амерички музичар. (рођ. 1930)
- 1975 — Ум Култум, египатска певачица, глумица и текстописац. (рођ. 1898)[47]
- 1989 — Нина Кирсанова, балерина, кореограф и педагог. (рођ. 1899)[48]
- 1989 — Џон Касаветес, амерички филмски режисер и глумац. (рођ. 1929)[49]
- 1994 — Фредерик Коплстон, енглески историчар филозофије, језуит и филозоф. (рођ. 1907)[50]
- 1997 — Бохумил Храбал, чешки књижевник. (рођ. 1914)[51]
- 2005 — Ернст Мајр, немачко-амерички биолог. (рођ. 1904)[52]
- 2010 — Јован Буљ, саобраћајни милиционер. (рођ. 1939)[53]
- 2011 — Марија Шнајдер, француска глумица. (рођ. 1952)[54]
- 2011 — др. Јелена Милоградов-Турин, астроном, професор Природно-математичког факултета у Београду, председник Астрономског друштва Србије. (рођ. 1935)
- 2016 — Јожеф Каса, српски политичар, економиста и банкар мађарског порекла. (рођ. 1945)[55]
- 2016 — Џо Аласки, амерички глумац који је позајмио глас Душку Дугоушку и Патку Дачи. (рођ. 1952)
- 2019 — Мати Никенен, фински ски скакач. (рођ. 1963)
- 2019 — Новак Бошковић, српски рукометаш. (рођ. 1989)[56]
- 2019 — Децл, руски музичар. (рођ. 1983)

## Празници и дани сећања
- Српска православна црква слави:
  - Преподобног Максима Исповедника
  - Блаженог Максима Грка
  - Светог мученика Неофита
  - Свету мученицу Агнију